# Casa Grande, Minas Gerais
Casa Grande là một đô thị thuộc bang Minas Gerais, Brasil. Đô thị này có diện tích 157,994 km², dân số năm 2007 là 2100 người, mật độ 15,1 người/km².